# Clarks (Louisiana)
Clarks és una població dels Estats Units a l'estat de Louisiana. Segons el cens del 2000 tenia 1.071 habitants.

## Demografia
Segons el cens del 2000, Clarks tenia 1.071 habitants, 246 habitatges, i 160 famílies. La densitat de població era de 430,7 habitants/km².
Dels 246 habitatges en un 29,3% hi vivien nens de menys de 18 anys, en un 47,6% hi vivien parelles casades, en un 12,6% dones solteres, i en un 34,6% no eren unitats familiars. En el 30,1% dels habitatges hi vivien persones soles el 17,5% de les quals corresponia a persones de 65 anys o més que vivien soles. El nombre mitjà de persones vivint en cada habitatge era de 2,39 i el nombre mitjà de persones que vivien en cada família era de 2,98.
Per edats la població es repartia de la següent manera: un 14% tenia menys de 18 anys, un 21,8% entre 18 i 24, un 38,1% entre 25 i 44, un 17,2% de 45 a 60 i un 9% 65 anys o més.
L'edat mediana era de 31 anys. Per cada 100 dones de 18 o més anys hi havia 225,4 homes.
La renda mediana per habitatge era de 19.583 $ i la renda mediana per família de 27.083 $. Els homes tenien una renda mediana de 22.500 $ mentre que les dones 18.438 $. La renda per capita de la població era de 7.039 $. Entorn del 19,9% de les famílies i el 27,1% de la població estaven per davall del llindar de pobresa.

## Poblacions més properes
El següent diagrama mostra les poblacions més properes.